# Lochmaeotrochus
Lochmaeotrochus är ett släkte av koralldjur. Lochmaeotrochus ingår i familjen Caryophylliidae.
Kladogram enligt Catalogue of Life:
| Lochmaeotrochus | \| \| Lochmaeotrochus gardineri \| \| \| \| \| \| Lochmaeotrochus oculeus \| \| \| \| |
|                 | \| \| Lochmaeotrochus gardineri \| \| \| \| \| \| Lochmaeotrochus oculeus \| \| \| \| |
|                 | Lochmaeotrochus gardineri                                                             |
|                 |                                                                                       |
|                 | Lochmaeotrochus oculeus                                                               |
|                 |                                                                                       |